# Isla Bom Intento
La isla Bom Intento es una isla fluvial de la desembocadura del río Yavarí en el río Amazonas, es compartida por Brasil y Perú.

## Descripción
Bom Intento es una isla entre el río Yavarí y el río Amazonas, al norte se encuentra Perú y al oeste la isla Islandia (Perú), al sur y al este se encuentra el río Amazonas, la frontera entre Brasil y Perú llega a tocar tierra firme de la isla, siendo la mayoría parte de Perú y el resto de Brasil, en el lado brasileño de la isla se encuentra la comunidad indígena Bom Intento que forma parte de la Tierra indígena del Valle del Yavarí.

## Demografía
La única población relevante se encuentra en la parte brasileña de la isla, esa comunidad son parte del pueblo ticuna. Por ser una isla de bosque de várzea, los ríos Yavarí y Amazonas suelen inundar algunas zonas.

## División
La parte peruana de Bom Intento forma parte del distrito de Yavarí, provincia de Mariscal Ramón Castilla, departamento de Loreto. La parte brasileña de Bom Intento depende directamente del municipio de Benjamin Constant, estado de Amazonas.